# Milionia glaucans
Milionia glaucans là một loài bướm đêm trong họ Geometridae.